# Caja Mágica
La Caja Mágica es un estadio multiusos ubicado en Madrid (España). Se localiza en el barrio de San Fermín, en el distrito de Usera, a orillas del río Manzanares. Ha sido presentada como la instalación de tenis más moderna del mundo, aunque la inversión se revela poco rentable, y como la infraestructura estrella de las candidaturas de Madrid a los Juegos Olímpicos de 2012 y a los Juegos Olímpicos de 2016, que no llegaron a cuajar. El recinto alberga anualmente el torneo Masters de Tenis de Madrid desde 2009.
Además del tenis, la instalación se utiliza para otro tipo de eventos varios. El Real Madrid de baloncesto disputó sus partidos como local de la Liga ACB y Euroliga en este recinto la temporada 2010/11, abandonándolo al final de la misma por las fuertes críticas de sus seguidores en cuanto a su ubicación, transportes, servicios y aclimatación. En la temporada 2011/12 ya solo disputó esporádicamente algunos partidos de Euroliga, abandonando totalmente la instalación para la temporada 2012/2013.
En 2012 fue la sede del equipo HRT de Fórmula 1 hasta la desaparición de este en 2013 después de que fuera excluido del campeonato.
En 2024, se celebró el Festival de la Canción de Eurovisión Junior el 16 de noviembre. Cabe destacar que este fue el segundo festival relacionado en Eurovisión en 55 años desde el último que se llevó a cabo en España.

## Diseño y estructura

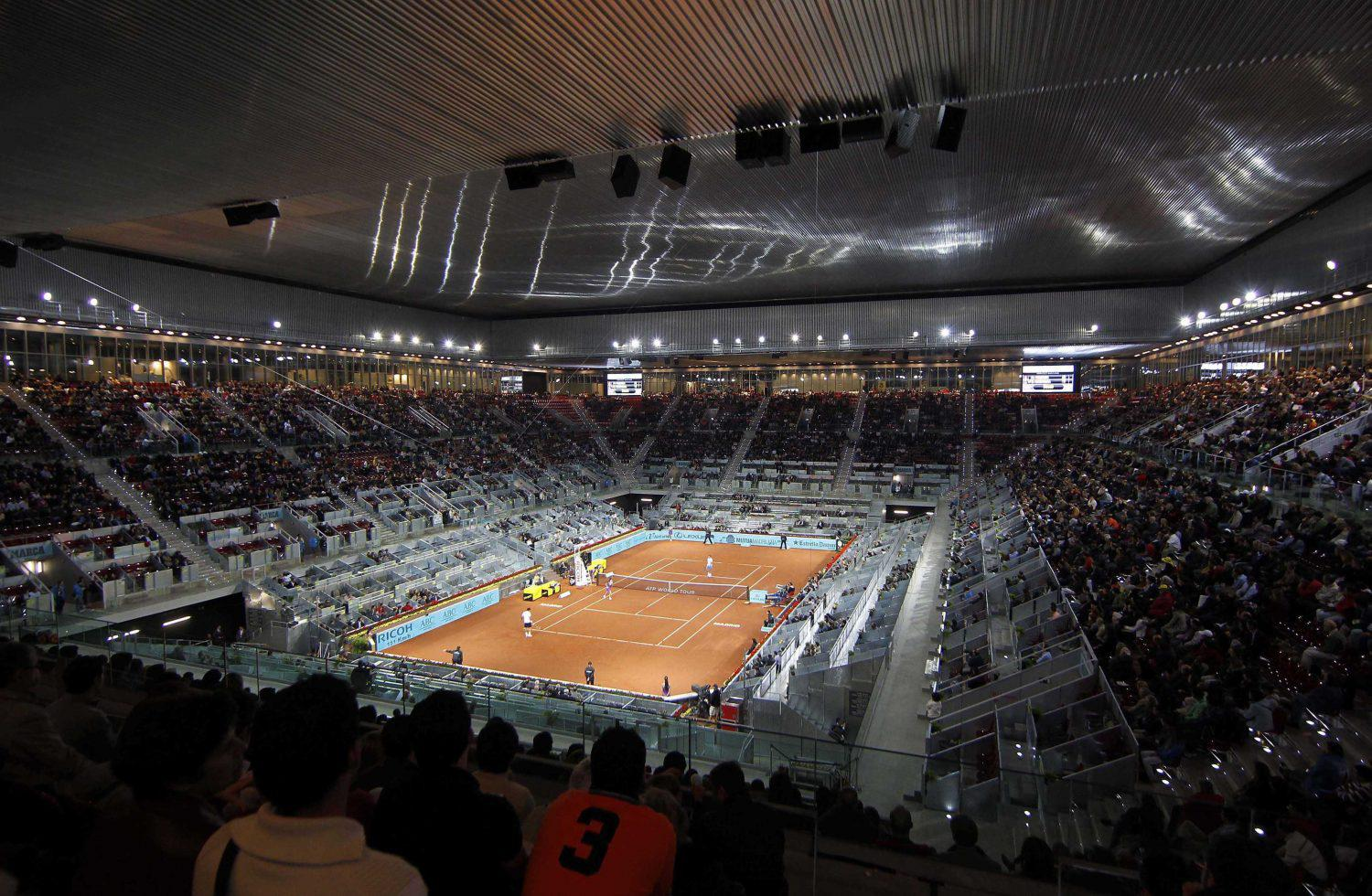
La pista central con el techo cerrado durante el Masters de Madrid 2018.

El complejo deportivo fue diseñado por el arquitecto francés Dominique Perrault. Los materiales principales empleados en La Caja Mágica, de forma cubicular, son el acero, el aluminio, el hormigón y el vidrio. Presupuestado inicialmente por 100 millones de euros, la factura total ascendió hasta los 294 millones de euros.
Se estructura en torno a dos edificios principales, La Caja Mágica y el Tenis Indoor.
La Caja Mágica alberga tres pistas de tierra batida con cubiertas móviles (techo retráctil). La pista central (llamada oficialmente Estadio Manolo Santana) ofrece capacidad para 12 442 personas. Las pistas menores disponen de 2923 (Estadio Arantxa Sánchez Vicario) y 1772 asientos, respectivamente, y habrían sido ampliadas si Madrid hubiera sido elegida sede olímpica.
El Tenis Indoor alberga once pistas cubiertas de menor tamaño. Dispone asimismo de las instalaciones correspondientes a su función como club deportivo.
Para la edición del Torneo Masters 1000 de 2012 la superficie de tierra batida fue sustituida por otra de tierra azul, lo que causó gran polémica por sus diferentes características de bote y por resultar extraordinariamente resbaladiza, con riesgo para la integridad de los jugadores. Varios de ellos, incluidos Novak Djokovic y Rafael Nadal, números 1 y 2 del mundo en aquel momento, anunciaron que si se mantenía dicha superficie no volverían a acudir al torneo. Varios meses después, la ATP revocó la homologación de la tierra azul, inhabilitándola para la disputa de torneos oficiales.

## Inauguración y eventos

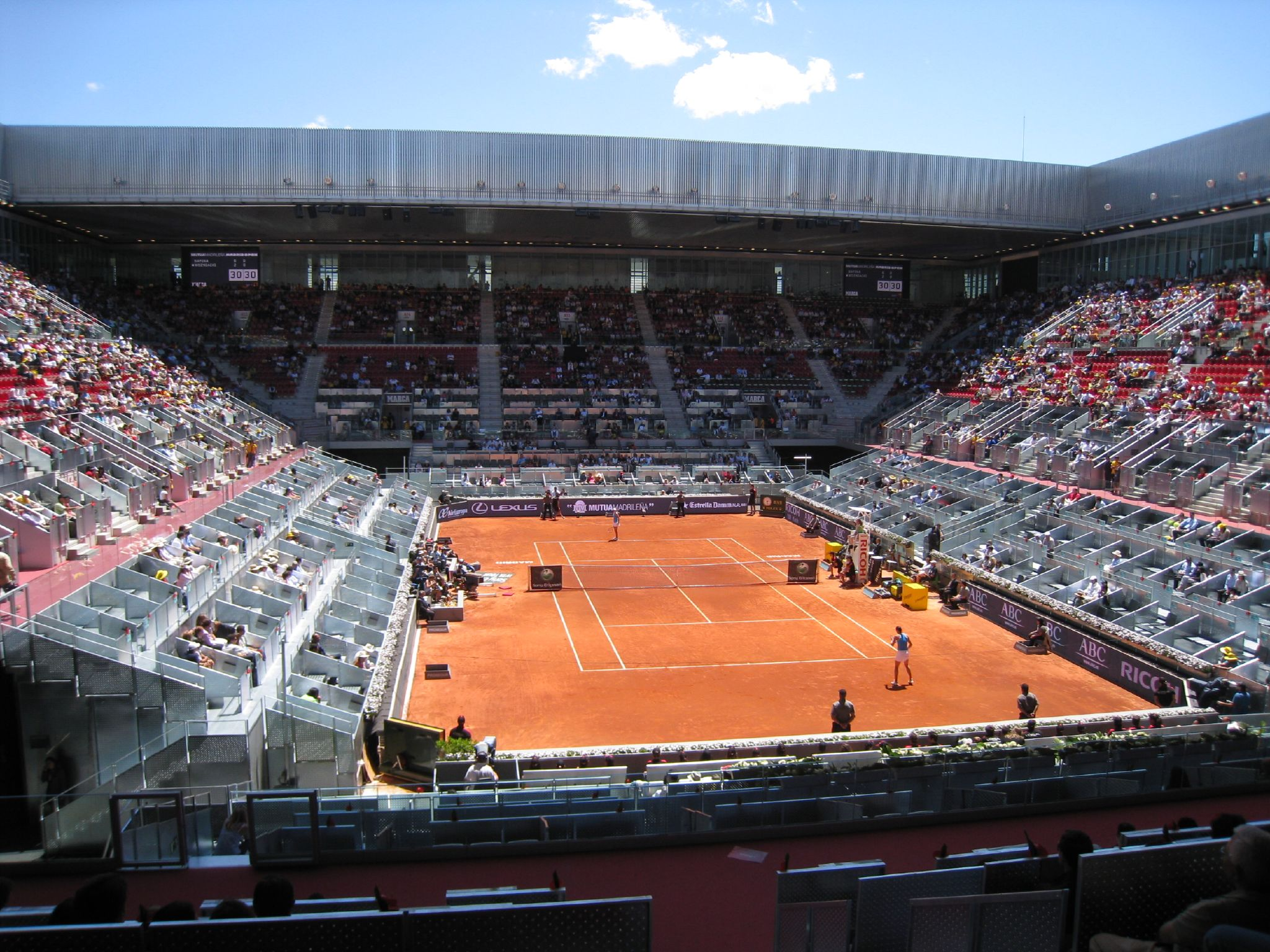
Pista central del recinto.

La Caja Mágica fue inaugurada el 8 de mayo de 2009 con un concierto del cantante de rock Lenny Kravitz. Desde ese año, es la sede del Torneo Masters de Tenis de Madrid.
El canal temático de música MTV celebró sus premios MTV Europe Music Awards 2010 en la Caja Mágica el 7 de noviembre de 2010.
Del 11 de enero de 2013 al 19 del mismo mes se celebraron los partidos correspondientes al grupo D del Campeonato Mundial de Balonmano Masculino de 2013 celebrado en España.
Los años 2016 y 2017 el recinto de la Caja Mágica y el gran aparcamiento al este del río acogieron el festival anual de música indie y rock de Madrid, Mad Cool.
La Caja Mágica acogió la primera edición, en 2019, del formato unificado de la Copa Davis de Tenis.

## Actualidad
En el día de hoy alberga el club deportivo Forus, en el cual se realizan actividades deportivas. También es la sede del club deportivo Mutua Madrid Open Sports Club.
Además, esta es la sede del Masters 1000 de Madrid, que se juega en mayo todos los años. Este torneo es conocido por el nombre de Mutua Madrid Open.
El 16 de noviembre de 2024 fue la sede del Festival de la Canción de Eurovisión Junior 2024.